# 贝格莱茵费尔德
贝格莱茵费尔德是德国巴伐利亚州的一个市镇。总面积19.87平方公里，总人口5129人，其中男性2556人，女性2573人（2011年12月31日），人口密度258人/平方公里。